# Amr Warda
Amr Medhat Warda (Alexandrië, 17 september 1993) is een Egyptisch voetballer die doorgaans speelt als vleugelspeler. In juli 2025 verliet hij Atromitos. Warda maakte in 2015 zijn debuut in het Egyptisch voetbalelftal.

## Clubcarrière
Warda speelde in de jeugd van Al-Ahly en speelde één competitieduel voor die club. Hierna werd hij een seizoen verhuurd aan Al-Ittihad. In de zomer van 2015 nam Panetolikos de vleugelspeler transfervrij over. Gedurende anderhalf jaar kwam hij tot negen treffers in negenendertig wedstrijden. Hierop nam PAOK Saloniki de Egyptenaar over. Bij zijn nieuwe club zette Warda zijn handtekening onder een verbintenis voor de duur van drieënhalf jaar.
Warda werd in augustus 2017 voor één seizoen verhuurd aan het Portugese Feirense. Na drie dagen werd deze overgang al ongedaan gemaakt nadat de vleugelaanvaller ervan beschuldigd werd twee vrouwen van teamgenoten te hebben lastiggevallen. Later die maand werd Warda alsnog verhuurd; ditmaal nam Atromitos de Egyptisch international over. Na één seizoen keerde de Egyptenaar terug bij PAOK. Een halfjaar en negen competitieduels later huurde Atromitos hem opnieuw, ditmaal voor een halfjaar.
Na een verhuurperiode bij AE Larissa vertrok Warda definitief naar Volos NFC. Een half seizoen later haalde PAOK Saloniki hem terug, om hem medio 2021 weer te laten gaan naar Anorthosis Famagusta. Warda verkaste in januari 2023 binnen Cyprus naar Apollon Limasol. Een half seizoen later verkaste hij naar Raja Casablanca. Binnen twee weken na zijn komst besloten club en speler weer uit elkaar te gaan. Hierop tekende hij transfervrij bij Doxa Katokopia. Twaalf dagen later koos hij toch voor een terugkeer naar Egypte, waar hij tekende voor Pharco. In januari 2024 keerde hij terug naar Griekenland, waar hij voor Panserraikos ging spelen. Atromitos, dat hem eerder al twee keer had gehuurd, nam Warda in de zomer van 2024 transfervrij over.

## Clubstatistieken
| Seizoen | Club                 | Competitie     | Competitie | Competitie | Beker | Beker | Internationaal | Internationaal | Totaal | Totaal |
| Seizoen | Club                 | Competitie     | Wed.       | Dlp.       | Wed.  | Dlp.  | Wed.           | Dlp.           | Wed.   | Dlp.   |
| ------- | -------------------- | -------------- | ---------- | ---------- | ----- | ----- | -------------- | -------------- | ------ | ------ |
| 2013/14 | Al-Ahly              | Premier League | 1          | 0          | 0     | 0     | —              | —              | 1      | 0      |
| 2014/15 | → Al-Ittihad         | Premier League | 16         | 1          | 0     | 0     | —              | —              | 16     | 1      |
| 2015/16 | Panetolikos          | Super League   | 27         | 5          | 3     | 0     | —              | —              | 30     | 5      |
| 2016/17 | Panetolikos          | Super League   | 12         | 4          | 3     | 1     | —              | —              | 15     | 4      |
| 2016/17 | PAOK Saloniki        | Super League   | 10         | 2          | 2     | 0     | 2              | 0              | 14     | 0      |
| 2017/18 | → Atromitos          | Super League   | 23         | 8          | 5     | 3     | —              | —              | 28     | 11     |
| 2018/19 | PAOK Saloniki        | Super League   | 9          | 0          | 2     | 0     | 11             | 1              | 22     | 1      |
| 2018/19 | → Atromitos          | Super League   | 12         | 2          | 2     | 0     | —              | —              | 14     | 2      |
| 2019/20 | → AE Larissa         | Super League   | 22         | 6          | 1     | 1     | —              | —              | 23     | 7      |
| 2020/21 | Volos NFC            | Super League   | 10         | 2          | 0     | 0     | —              | —              | 10     | 2      |
| 2020/21 | PAOK Saloniki        | Super League   | 21         | 3          | 6     | 0     | —              | —              | 27     | 3      |
| 2021/22 | Anorthosis Famagusta | A Divizion     | 29         | 9          | 6     | 2     | 6              | 0              | 41     | 11     |
| 2022/23 | Anorthosis Famagusta | A Divizion     | 12         | 1          | 0     | 0     | —              | —              | 12     | 1      |
| 2022/23 | Apollon Limasol      | A Divizion     | 19         | 4          | 0     | 0     | —              | —              | 19     | 4      |
| 2023/24 | Raja Casablanca      | Botola Pro     | —          | —          | —     | —     | —              | —              | 0      | 0      |
| 2023/24 | Doxa Katokopias      | A Divizion     | —          | —          | —     | —     | —              | —              | 0      | 0      |
| 2023/24 | Pharco               | Premier League | 1          | 0          | 0     | 0     | —              | —              | 1      | 0      |
| 2023/24 | Panserraikos         | Super League   | 17         | 5          | 3     | 0     | —              | —              | 20     | 5      |
| 2024/25 | Atromitos            | Super League   | 27         | 4          | 3     | 0     | —              | —              | 30     | 4      |
| Totaal  | Totaal               | Totaal         | 268        | 56         | 36    | 7     | 19             | 1              | 323    | 64     |

Bijgewerkt op 1 juli 2025.

## Interlandcarrière
Warda maakte zijn debuut in het Egyptisch voetbalelftal op 11 oktober 2015, toen met 3–0 gewonnen werd van Zambia door doelpunten van Ahmed Hassan Koka (tweemaal) en Amr Gamal. Warda moest van bondscoach Héctor Cúper als wisselspeler aan het duel beginnen en hij viel in de rust in voor Basem Morsy. Warda werd in juni 2018 door Cúper opgenomen in de selectie van Egypte voor het wereldkampioenschap in Rusland.
| Interlands van Amr Warda voor Egypte | Interlands van Amr Warda voor Egypte | Interlands van Amr Warda voor Egypte | Interlands van Amr Warda voor Egypte | Interlands van Amr Warda voor Egypte | Interlands van Amr Warda voor Egypte | Interlands van Amr Warda voor Egypte |
| №                                    | Datum                                | Wedstrijd                            | Uitslag                              | Competitie                           | Goals                                |                                      |
| Als speler bij Panetolikos           | Als speler bij Panetolikos           | Als speler bij Panetolikos           | Als speler bij Panetolikos           | Als speler bij Panetolikos           | Als speler bij Panetolikos           | Als speler bij Panetolikos           |
| ------------------------------------ | ------------------------------------ | ------------------------------------ | ------------------------------------ | ------------------------------------ | ------------------------------------ | ------------------------------------ |
| 1                                    | 11 oktober 2015                      | Egypte – Zambia                      | 3 – 0                                | Vriendschappelijk                    |                                      |                                      |
| 2                                    | 14 november 2015                     | Tsjaad – Egypte                      | 1 – 0                                | WK 2018 kwalificatie                 |                                      |                                      |
| 3                                    | 17 november 2015                     | Egypte – Tsjaad                      | 4 – 0                                | WK 2018 kwalificatie                 |                                      |                                      |
| 4                                    | 4 juni 2016                          | Tanzania – Egypte                    | 0 – 2                                | AK 2017 kwalificatie                 |                                      |                                      |
| 5                                    | 13 november 2016                     | Egypte – Ghana                       | 2 – 0                                | WK 2018 kwalificatie                 |                                      |                                      |
| 6                                    | 8 januari 2017                       | Egypte – Tunesië                     | 1 – 0                                | Vriendschappelijk                    |                                      |                                      |
| 7                                    | 21 januari 2017                      | Egypte – Oeganda                     | 1 – 0                                | AK 2017                              |                                      |                                      |
| Als speler bij PAOK Saloniki         |                                      |                                      |                                      |                                      |                                      |                                      |
| 8                                    | 25 januari 2017                      | Egypte – Ghana                       | 1 – 0                                | AK 2017                              |                                      |                                      |
| 9                                    | 1 februari 2017                      | Burkina Faso – Egypte                | 1 – 1                                | AK 2017                              |                                      |                                      |
| 10                                   | 5 februari 2017                      | Egypte – Kameroen                    | 1 – 2                                | AK 2017                              |                                      |                                      |
| 11                                   | 28 maart 2017                        | Egypte – Togo                        | 3 – 0                                | Vriendschappelijk                    |                                      |                                      |
| 12                                   | 12 juni 2017                         | Tunesië – Egypte                     | 1 – 0                                | AK 2019 kwalificatie                 |                                      |                                      |
| Als speler bij Atromitos             |                                      |                                      |                                      |                                      |                                      |                                      |
| 13                                   | 23 maart 2018                        | Portugal – Egypte                    | 2 – 1                                | Vriendschappelijk                    |                                      |                                      |
| 14                                   | 27 maart 2018                        | Egypte – Griekenland                 | 0 – 1                                | Vriendschappelijk                    |                                      |                                      |
| 15                                   | 25 mei 2018                          | Koeweit – Egypte                     | 1 – 1                                | Vriendschappelijk                    |                                      |                                      |
| 16                                   | 1 juni 2018                          | Egypte – Colombia                    | 0 – 0                                | Vriendschappelijk                    |                                      |                                      |
| 17                                   | 6 juni 2018                          | België – Egypte                      | 3 – 0                                | Vriendschappelijk                    |                                      |                                      |
| 18                                   | 15 juni 2018                         | Egypte – Uruguay                     | 0 – 1                                | WK 2018                              |                                      |                                      |
| 19                                   | 19 juni 2018                         | Rusland – Egypte                     | 3 – 1                                | WK 2018                              |                                      |                                      |
| 20                                   | 25 juni 2018                         | Saoedi-Arabië – Egypte               | 2 – 1                                | WK 2018                              |                                      |                                      |
| Als speler bij PAOK Saloniki         |                                      |                                      |                                      |                                      |                                      |                                      |
| 21                                   | 8 september 2018                     | Egypte – Niger                       | 2 – 1                                | AK 2019 kwalificatie                 |                                      |                                      |
| 22                                   | 12 oktober 2018                      | Egypte – Swaziland                   | 4 – 1                                | AK 2019 kwalificatie                 | 10'                                  |                                      |
| 23                                   | 16 oktober 2018                      | Swaziland – Egypte                   | 0 – 2                                | AK 2019 kwalificatie                 |                                      |                                      |
| 24                                   | 16 november 2018                     | Egypte – Tunesië                     | 3 – 2                                | AK 2019 kwalificatie                 |                                      |                                      |
| Als speler bij Atromitos             |                                      |                                      |                                      |                                      |                                      |                                      |
| 25                                   | 23 maart 2019                        | Niger – Egypte                       | 1 – 1                                | AK 2019 kwalificatie                 |                                      |                                      |
| 26                                   | 26 maart 2019                        | Nigeria – Egypte                     | 1 – 0                                | Vriendschappelijk                    |                                      |                                      |
| 27                                   | 13 juni 2018                         | Egypte – Tanzania                    | 1 – 0                                | Vriendschappelijk                    |                                      |                                      |
| 28                                   | 16 juni 2018                         | Egypte – Guinee                      | 3 – 1                                | Vriendschappelijk                    |                                      |                                      |
| 29                                   | 21 juni 2019                         | Egypte – Zimbabwe                    | 1 – 0                                | AK 2019                              |                                      |                                      |
| 30                                   | 6 juli 2019                          | Egypte – Zuid-Afrika                 | 0 – 1                                | AK 2019                              |                                      |                                      |

Bijgewerkt op 1 juli 2025.

## Erelijst
| Kupello Elladas | 2 | 2016/17, 2020/21 |